# Diadelia postalbomaculata
Diadelia postalbomaculata är en skalbaggsart som beskrevs av Stefan von Breuning 1957. Diadelia postalbomaculata ingår i släktet Diadelia och familjen långhorningar.
Artens utbredningsområde är Madagaskar. Inga underarter finns listade i Catalogue of Life.